# Luci Cornifici
Luci Cornifici (en llatí: Lucius Cornificius) va ser un cavaller romà. Formava part de la gens Cornifícia, d'origen plebeu.
Va ser un dels acusadors de Miló l'any 52 aC, després de la mort de Publi Clodi. Un senador que Asconi menciona amb el nom de Publius Cornificius era segurament la mateixa persona.